# 高坪觀音寺
高坪觀音寺位於四川省南充市高坪區，文物遺址年代判定為清代。2007年6月1日公佈為四川省第七批文物保護單位。